# حارة المحجر (صنعاء)

تعديل مصدري - تعديل

73 هي إحدى حارات حي المحجر بمدينة حي بني حوات (صنعاء) التابعة لمحافظة أمانة العاصمة، بلغ تعداد سكانها {{{10}}} نسمة حسب تعداد اليمن لعام 2004.